# 四股桥乡
四股桥乡，是中华人民共和国江西省上饶市玉山县下辖的一个乡镇级行政单位。

## 行政区划
四股桥乡下辖以下地区：
四股桥村、十七都村、和平村、皇珠村、车头村、舒村、大洋村、山塘村、樟木村、丁村、外山村、潭头村和竹笕村。